# Нова Зеландія на зимових Олімпійських іграх 2014
Нова Зеландія на зимових Олімпійських іграх 2014 року у Сочі була представлена 15 спортсменом у 5 видах спорту.

## Ковзанярський спорт
Чоловіки
| Дистанція | Спортсмен   | Заїзд 1 | Заїзд 1 | Заїзд 2 | Заїзд 2 | Фінал   | Фінал |
| Дистанція | Спортсмен   | Час     | Місце   | Час     | Місце   | Час     | Місце |
| --------- | ----------- | ------- | ------- | ------- | ------- | ------- | ----- |
| 5000 м    | Шейн Доббин | —       | —       | —       | —       | 6:26.90 | 14    |

## Сноубординг
Слоуп-стайл
| Змагання | Спортсмени    | Кваліфікація | Кваліфікація | Кваліфікація | Кваліфікація        | Кваліфікація | Півфінал | Півфінал | Півфінал | Півфінал            | Півфінал | Фінал | Фінал   | Фінал   | Фінал               | Фінал |
| Змагання | Спортсмени    | Заїзд        | Спуск 1      | Спуск 2      | Найкращий результат | Місце        | Заїзд    | Спуск 1  | Спуск 2  | Найкращий результат | Місце    | Заїзд | Спуск 1 | Спуск 2 | Найкращий результат | Місце |
| -------- | ------------- | ------------ | ------------ | ------------ | ------------------- | ------------ | -------- | -------- | -------- | ------------------- | -------- | ----- | ------- | ------- | ------------------- | ----- |
| Жінки    | Ребекка Торр  | 1            | 70,75        | 33,75        | 70,75               | 6            |          |          |          |                     |          |       |         |         |                     |       |
| Жінки    | Крісті Пріор  | 1            | 67,50        | 70,50        | 70,50               | 7            |          |          |          |                     |          |       |         |         |                     |       |
| Жінки    | Стефі Лакстон | 1            | 59,75        | 34,25        | 59,75               | 8            |          |          |          |                     |          |       |         |         |                     |       |
| Жінки    | Шеллі Готліб  | 1            | 18,00        | 30,75        | 30,75               | 11           |          |          |          |                     |          |       |         |         |                     |       |